# 休倫角石
休倫角石（學名：Huronia）是一屬已滅絕的鸚鵡螺類。牠們是一類食腐動物或食肉動物，生活在淺海中，能夠游泳並在水流中改變姿勢，這是透過將液體在殼室之間流動來實現的 。

## 特徵
休倫角石擁有一大型而略彎的外殼，由眾多殼室組成，殼中央的管道很窄小。

## 外部連結
- Huronia in the Paleobiology Database